# Pachydissus rugosicollis
Pachydissus rugosicollis es una especie de escarabajo longicornio del género Pachydissus, tribu Cerambycini, subfamilia Cerambycinae. Fue descrita científicamente por Gahan en 1891.

## Descripción
Mide 33 milímetros de longitud.

## Distribución
Se distribuye por Australia.